# 卡尼 (紐澤西州)

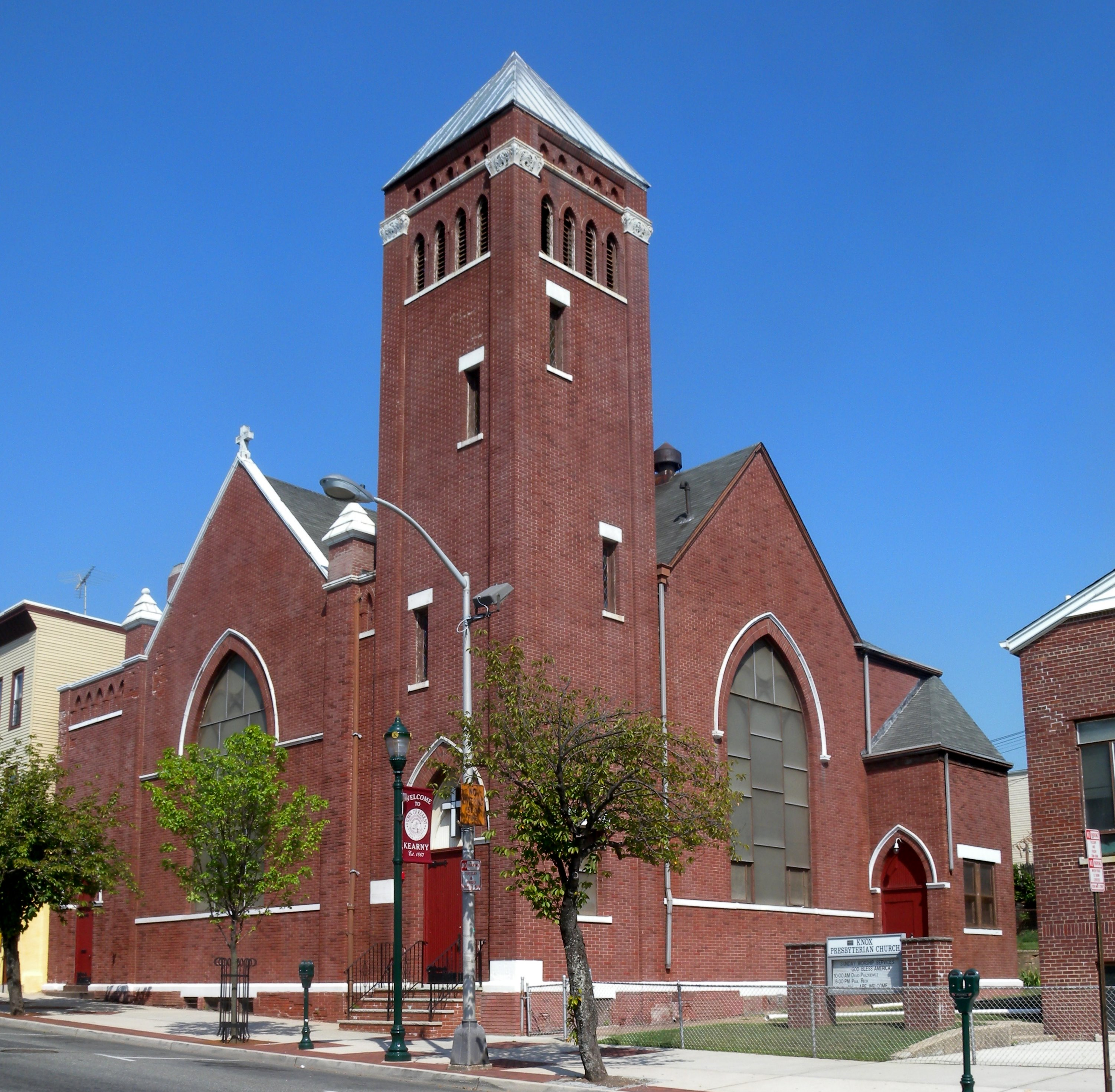
位於卡尼的一座教堂

卡尼（Kearny）是美國紐澤西州哈德遜縣的一座城市，有人口約42,000人。名稱源自於南北戰爭期間的聯邦軍軍官菲利普·卡尼。